# Cantone di Albi-2
Il Cantone di Albi-2 è una divisione amministrativa dell'arrondissement di Albi.
È stato istituito a seguito della riforma dei cantoni del 2014, che è entrata in vigore con le elezioni dipartimentali del 2015.

## Composizione
Comprende parte della città di Albi e i comuni di:
- Carlus
- Puygouzon
- Rouffiac
- Saliès
- Le Sequestre